# I proscritti (film)
I proscritti è un film svedese del 1918, diretto ed interpretato da Victor Sjöström, basato sull’opera teatrale di Jóhann Sigurjónsson.

## Trama
L’azione si svolge in Islanda, nel XIX secolo. Arnes, in un pascolo montano, tosa e si appropria del vello di due pecore della nutrita mandria di Björn, ufficiale giudiziario nonché facoltoso fattore dello stanziamento rurale locale: con un ingegnoso espediente Arnes riesce ad evadere la vigilanza dei pastori di Björn, mentre tutta  la scena è notata da un viandante, Kári. Quest’ultimo avvicina Arnes, e gli spiega di essere venuto dal sud del paese in cerca di lavoro. Arnes lo indirizza alla ricca fattoria della vedova Halla, in fondo alla vallata. Fra Arnes e Kári nasce allora un’amicizia.
Kári ottiene lavoro da Halla, che inizia a stimare molto l’uomo del sud, al punto da affidargli, qualche tempo dopo, la sovrintendenza sull’intera fattoria. L’intesa crescente ed il nascente amore fra Kári e Halla fanno nascere diffidenza da parte di Björn, che è cognato di Halla, e che di recente le si è proposto, con motivazioni puramente economiche, come sposo, peraltro rifiutato. Björn vorrebbe quindi liberarsi del rivale, e l’occasione gli è porta da un uomo, che gli rivela che Kári non sarebbe altri che Ejvind, un delinquente del sud, datosi alla macchia da circa un anno.
Kári, confrontato direttamente da Björn, nega. Ma, a tu per tu con Halla, le confessa di essere proprio Ejvind: tempo addietro, spinto da condizioni di estrema indigenza aveva rubato una pecora per sfamare la propria famiglia d’origine; accusato ingiustamente di diversi altri furti era stato condannato ad una lunga pena detentiva; evaso, aveva vissuto, fino ad allora, sulle montagne.
Björn e i suoi uomini, una notte, vengono ad arrestare Kári/Ejvind alla fattoria di Halla, la quale però riesce a nascondere il suo amato, che decide di darsi alla fuga, quella notte stessa, sulle montagne. Halla, per amore, si risolve a seguirlo, abbandonando tutto. I due raggiungono una cresta montana di primo mattino.
La vita contumace della coppia si protrae per 5 anni, durante i quali nasce loro una bambina. Alla famiglia si aggiunge anche Arnes, datosi anch’egli alla vita vagabonda.
Mentre Arnes, che si scopre essere innamorato da sempre di Halla, decide, data l’insostenibilità della situazione, di lasciare gli altri, giungono Björn e i suoi uomini, che sono riusciti alla fine a rintracciare gli imboscati. Nella colluttazione che ne nasce, Halla, terrorizzata, in preda ad un accesso di pazzia, pur di non far cadere la bambina nelle mani delle forze dell’ordine, la getta giù da una rupe.
Kári/Ejvind e Halla, che sono riusciti a sottrarsi all’arresto, proseguono la propria vita da proscritti in montagna per diversi anni. Nel corso di un inverno particolarmente gelido, in una tempesta di neve che dura da parecchi giorni, attanagliati dai morsi della fame, i rapporti fra i due si deteriorano. Halla pensa di togliersi la vita, e col pretesto di raccogliere legna per il fuoco manda Kári/Ejvind fuori dalla capanna, poi esce nella tormenta e si abbandona al suolo in attesa della morte per assideramento. Al suo ritorno, Kári/Ejvind, non trovando Halla, esce di nuovo per cercarla. Trovatola, si accascia accanto a lei, in balia degli elementi. Il fuoco nella capanna, nella quale nessuno fa ritorno, va estinguendosi.

## Accoglienza
Louis Delluc definì a suo tempo I proscritti «Il più bel film del mondo. (...) Sjöström l'ha realizzato con un'ampiezza di visione che supera ogni commento. Vi si è dimostrato un attore magistrale, come pure la sua compagna, e un terzo interprete, il paesaggio».